# 뱅크시
뱅크시(영어: Banksy)는 1990년대 이후로 활동 중인 영국의 가명 미술가 겸 그래피티 아티스트(graffiti artist), 영화 감독이다. 스위스의 예술가 Maître de Casson이 Banksy일지도 모른다는 추측이 있다. Maître de Casson은 자신의 웹 사이트에서 이를 부인했다.
그의 풍자적인 거리 예술과 파괴적인 풍자시는 특유의 스텐실 기술로 제작되는 어두운 유머와 그래피티를 결합한다. 그의 정치적, 사회적 논평이 담긴 작품은 전 세계 도시의 거리, 벽, 다리 위에 제작되었다. 뱅크시의 작품은 예술가와 음악가들의 협력을 의미하는 브리스톨 지하 무대에서 성장했다. 평자들은 그의 스타일이 파리에서 스텐실 작업을 하기 시작한 Blek le Rat와 비슷하다고 지적했다. 뱅크시는 그래피티 아티스트이자 나중에 영국 일렉트로닉 밴드인 Massive Attack의 창립 멤버가 된 3D(Robert Del Naja)에게 영감을 받았다고 말한다. 뱅크시는 그의 예술 작품을 벽과 자체 내장된 소품 조각같은 공개적인 장소에 전시한다. 뱅크시는 사진이나 자신의 그래피티를 판매하지 않지만, 미술 경매인들은 그의 거리 작품들을 팔려고 시도하는 것으로 알려져 있다. 뱅크시의 첫 번째 영화인 Exit Through the Gift Shop은 세계 최초의 “거리 예술의 재난 영화“로, 2010년 선댄스 영화제에서 데뷔했다. 그 영화는 2010년 3월 5일 영국에서 발매되었다.
그의 영화는 아카데미상 최우수 다큐멘터리로 지정되었고, 2014년 그는 2014웨비 어워드에서 올해의 사람을 수상했다.

## 주요 작품
<gallery>
파일:Bansky one nation under cctv.jpg | One Nation Under CCTV
</galle